# WinShell
WinShell é um programa de software gratuito multilingue para editar documentos de LaTeX e TeX em Windows desenvolvido por Ingo H. de Boer. A sua versão mais recente é a 3.32. Os idiomas suportados são português brasileiro, catalão, chinês (simplificado e tradicional), checo, dinamarquês, holandês, inglês, francês, galego, alemão, húngaro, italiano, japonês, espanhol mexicano, polaco, português europeu, russo, sérvio, espanhol europeu, sueco e turco.
O WinShell inclui um processador de texto, com realçe de sintaxe, gestor de projetos, corretor ortográfico, assistente para criar tabelas, suporte para BibTeX, suporte para Unicode, diversas barras de ferramentas, múltiplas opções a configurar pelo utilizador e é portátil (e.g. em USB).
Não é um sistema de LaTeX completo; é necessário um sistema adicional que permita compilar documentos de LaTeX em Windows (tal como MiKTeX ou TeX Live).